# Madagaskar
Madagaskar (uitspraak: [madaˈɣɑskɑr]), ook wel Malagasië genoemd, officieel de Republiek Madagaskar, is een eiland en een land dat ten oosten van het vasteland van het continent Afrika ligt, ervan gescheiden door Straat van Mozambique. Het is het op drie na grootste eiland ter wereld, na Groenland, Nieuw-Guinea en Borneo.

## Geschiedenis
Vermoed wordt dat de eerste mensen zich ongeveer rond het begin van de christelijke jaartelling vestigden, komend vanuit de Indonesische archipel.

### Koninkrijk Imerina
In 1817 werd door het inheemse Merina-volk het Koninkrijk Imerina gevestigd in het Centraal Hoogland. In de loop der tijd wist dit koninkrijk grote delen van het eiland te veroveren.

### Frans-Madagaskar
In 1897 werd het koninkrijk Madagaskar, na reeds vanaf 1882+ deels onderdeel geweest te zijn van het Franse Protectoraat Madagaskar, door Franse troepen veroverd en ingelijfd bij Frankrijk als de kolonie Frans-Madagaskar. In het interbellum en in het begin van de Tweede Wereldoorlog werd het Madagaskarplan op haalbaarheid onderzocht. Het plan beoogde alle joden uit West-Europa te verschepen naar Madagaskar. Van 5 mei 1942 tot 6 november 1942 vond de slag om Madagaskar (Operatie Ironclad) plaats waarbij de geallieerden het door Vichy-Frankrijk bezette Madagaskar in handen kregen. In 1947 werd de Malagassische Opstand uitgevochten tussen de Fransen en de Malagassiërs, waarbij de laatsten de opstand verloren.

### Republiek Madagaskar
In 1960 kreeg het land zijn onafhankelijkheid van Frankrijk als de Malagassische Republiek. Eerste president werd Philibert Tsiranana. Begin jaren zeventig namen militairen de macht over, met als doel om in Madagaskar een socialistisch systeem in te richten. De grote leider van de Malagassische Revolutie was de "Rode Admiraal" Didier Ratsiraka die in 1975 de Democratische Republiek Madagaskar stichtte. De socialistische doelen werden echter niet verwezenlijkt. De economie raakte daarna in het slop.

In 1982 kreeg de overheid door het Internationaal Monetair Fonds een structureel financieel/economisch hervormingsprogramma opgelegd, in ruil voor financiële steun. In 1991 werd de democratie hersteld. Bij de verkiezingen van 1993 kwam Albert Zafy aan de macht. In 1997 keerde Didier Ratsiraka terug als staatshoofd van Madagaskar - ditmaal als democratisch gekozen president. Zijn aanvankelijke populariteit daalde echter aan het begin van het nieuwe millennium omdat de economische situatie slecht bleef. Nadat Marc Ravalomanana de verkiezingen had gewonnen brak tussen zijn aanhangers en die van Ratsiraka een burgeroorlog uit. Ratsiraka beschuldigde Ravalomanana van verkiezingsfraude. In de zomer van 2002 kwam de burgeroorlog tot een einde en kon Ravalomanana definitief aan zijn ambtsperiode beginnen.
Begin 2009 werd Ravalomanana's presidentschap uitgedaagd door Andry Rajoelina, de 34-jarige burgemeester van Antananarivo. Dit gebeurde te midden van grootschalige oppositionele protesten en onlusten in de stad. Rajoelina kwam in opstand vanwege de volgens hem autocratische en corrupte regeerstijl van de president. Hij verklaarde op 31 januari zelfs de macht over het land in handen te hebben. De week daarop werd hij door de regering 'ontslagen' en werd in zijn plaats een vertrouweling van de president naar voren geschoven. Na deze beslissing droeg president Ravalomanana de macht over aan de admiraal Hippolyte Ramaroson om een militaire regering te vormen. Ramaroson schaarde zich echter alsnog achter Rajoelina en droeg de macht meteen aan hem over. Een dag later erkende het Hooggerechtshof van Madagaskar de legaliteit van de machtsoverdracht.
Madagaskar heeft een grondwet die voor het laatst aangepast is in 2010.
Onder grote internationale druk en sancties zijn in 2013 verkiezingen gehouden, waarbij zowel de ex-president als de toenmalige president werden uitgesloten van deelname.
In juni 2025 komt de Frans-Malagassische Gemengde Commissie bijeen, die verantwoordelijk is voor de besluitvorming over de teruggave van de Verspreide Eilanden aan Madagaskar.

## Geografie

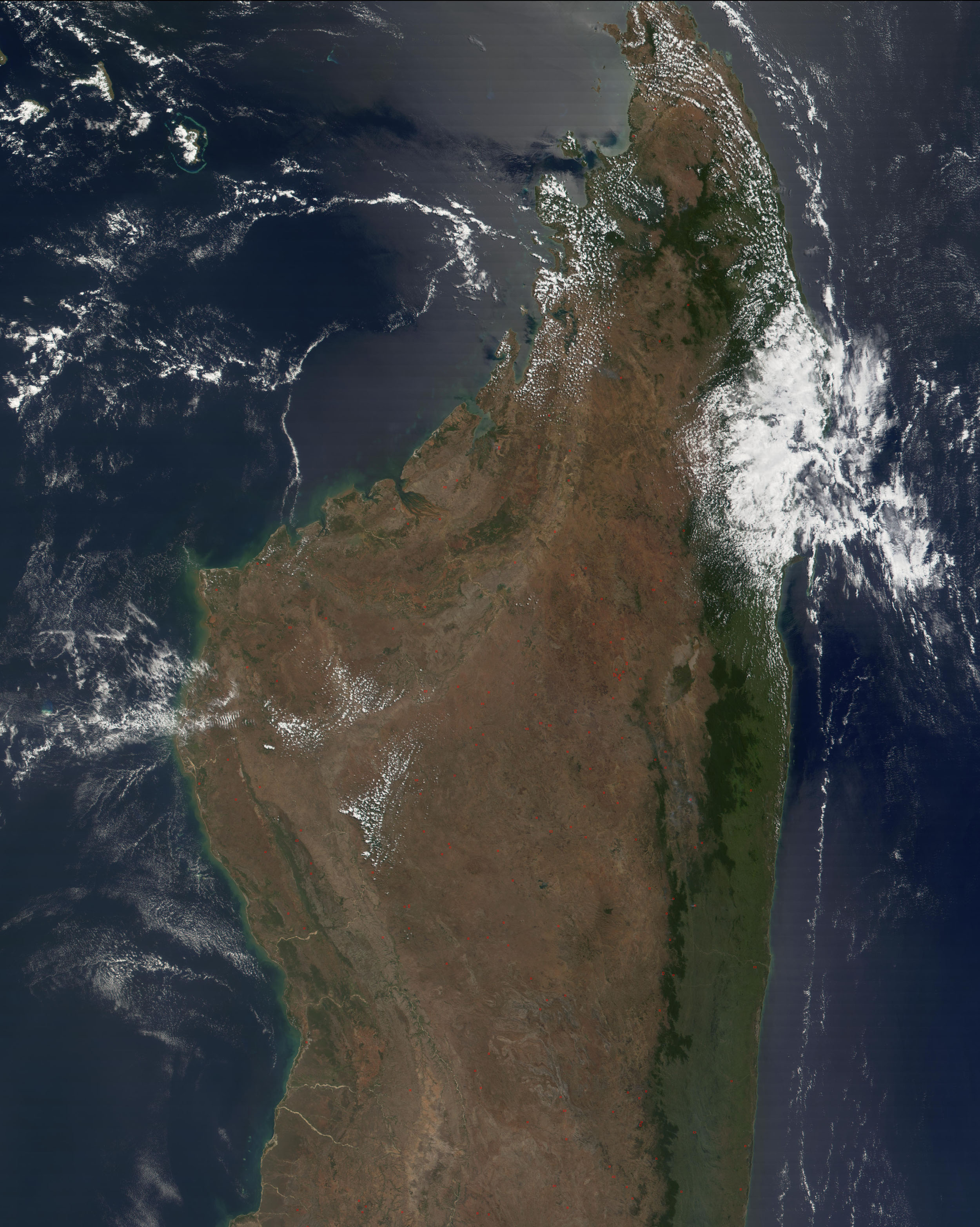
Satellietfoto Noord-Madagaskar

De afstand van noord naar zuid is zo'n 1.580 km en van oost naar west zo'n 579 km. Het hoogste punt is de Maromokotro met een hoogte van 2.876 meter.
Het eiland kan in de volgende geografische gebieden worden verdeeld:
- centraal: Het Centrale Hoogland: 800–1500 m hoog, steppegebied, hoogvlaktes: roodachtig, rotsformaties. Madagaskar wordt ook wel "Het Rode Eiland" genoemd.
- oost: opeenvolging: steile kusten met bomen, ontboste delen, klein struikgewas, moerassige delen die uiteenlopen in lagunes en uiteindelijk uitlopen in een smalle kuststrook van 50 km breed
- west: grote alluviale vlaktes, en veel sedimentaire vlaktes, kalkplateau
- zuid: droge vlaktes (behalve de oostkust, die regen krijgt)

### Paleogeografie
Tot ca. 110 miljoen jaar geleden maakte Madagaskar deel uit van Gondwanaland. De westkant zat vast aan Afrika ter hoogte van de huidige Somalische kust. De oostkust grensde aan India. Het brokstuk Madagaskar-Seychellen-India maakte zich daarna los van Afrika en dreef een eind naar het oosten. Daar bleef Madagaskar liggen, maar de Seychellen en India begonnen rond 90 miljoen jaar geleden aan een lange tocht naar het noordoosten, waar India sinds het mioceen aan Azië vast is komen te zitten.

### Bestuurlijke indeling

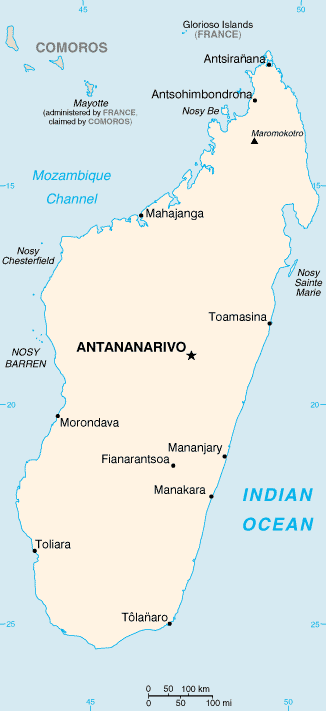
De grote steden van Madagaskar

Madagaskar is sinds 4 oktober 2009 verdeeld in 22 regio's (Malagassisch: faritra) die weer verder onderverdeeld zijn in 111 districten. De regio's zijn weer verder onderverdeeld in districten en gemeenten. Voorheen was het eiland verdeeld in zes autonome provincies (Malagassisch: faritany mizakatena).
Madagaskar kent 6 steden waar, naar schatting, meer dan 100.000 inwoners wonen. De hoofdstad Antananarivo is veruit de grootste stad wat aantal inwoners betreft. In onderstaand overzicht worden de 10 grootste steden weergegeven, met daarbij cijfers van de laatste officiële volkstelling in 1993 en daarnaast geschatte tellingen uit 2005:
| Plaats         | 1993    | 2005      |
| -------------- | ------- | --------- |
| Antananarivo   | 710.236 | 1.613.375 |
| Toamasina      | 137.782 | 200.568   |
| Antsirabe      | 126.062 | 176.933   |
| Fianarantsoa   | 109.248 | 160.550   |
| Mahajanga      | 106.780 | 149.863   |
| Toliara        | 80.826  | 113.014   |
| Antsiranana    | -       | 80.001    |
| Antanifotsy    | -       | 65.444    |
| Ambovombe      | -       | 63.032    |
| Amparafaravola | -       | 48.284    |

## Flora en fauna

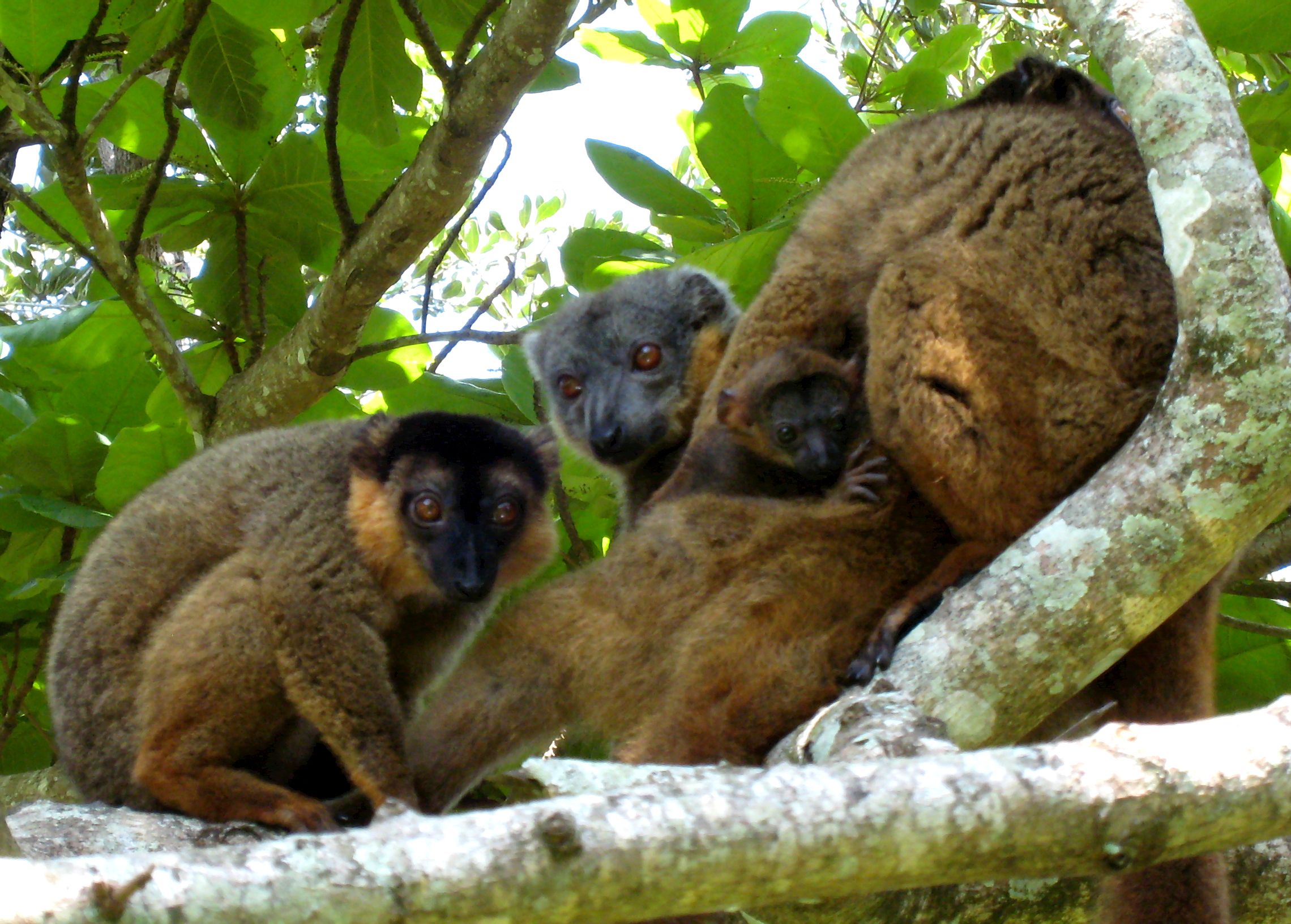
Lemuren komen alleen op Madagaskar voor.

Madagaskar heeft een unieke flora en fauna die zich grotendeels onafhankelijk hebben ontwikkeld van het vasteland van Afrika, als gevolg van de gedurende tientallen miljoenen jaren geïsoleerde ligging als eiland. De bekendste dierengroep is die van de lemuren, een gevarieerde groep halfapen die alleen op het eiland voorkomt.
Andere bekende dieren die alleen op Madagaskar leven zijn de madagaskardaggekko's, een geslacht van felgekleurde hagedissen, de komeetstaartvlinder, de steltrallen, de tenreks en de fossa of fretkat, het grootste inheemse roof-zoogdier (zie ook de lijst van zoogdieren in Madagaskar). Ook komt een groot aantal unieke soorten kameleons voor op het eiland. Soorten uit het geslacht Furcifer worden ook wel madagaskarkameleons genoemd. De nationale bomen van Madagaskar zijn de baobab en de reizigersboom. Een bekende boom uit Madagaskar die wereldwijd in de tropen wordt aangeplant, is de flamboyant. Ook de bekende kamerplant Dracaena marginata komt oorspronkelijk uit Madagaskar. In 2008 werd de op Madagaskar endemische palm Tahina spectabilis voor het eerst beschreven.
Op Madagaskar leven ook een aantal unieke insectensoorten. Niet uniek, maar wel massaal aanwezig is de rode treksprinkhaan die voor enorme sprinkhanenplagen zorgt (zie lager onder "Economie").

## Bevolking

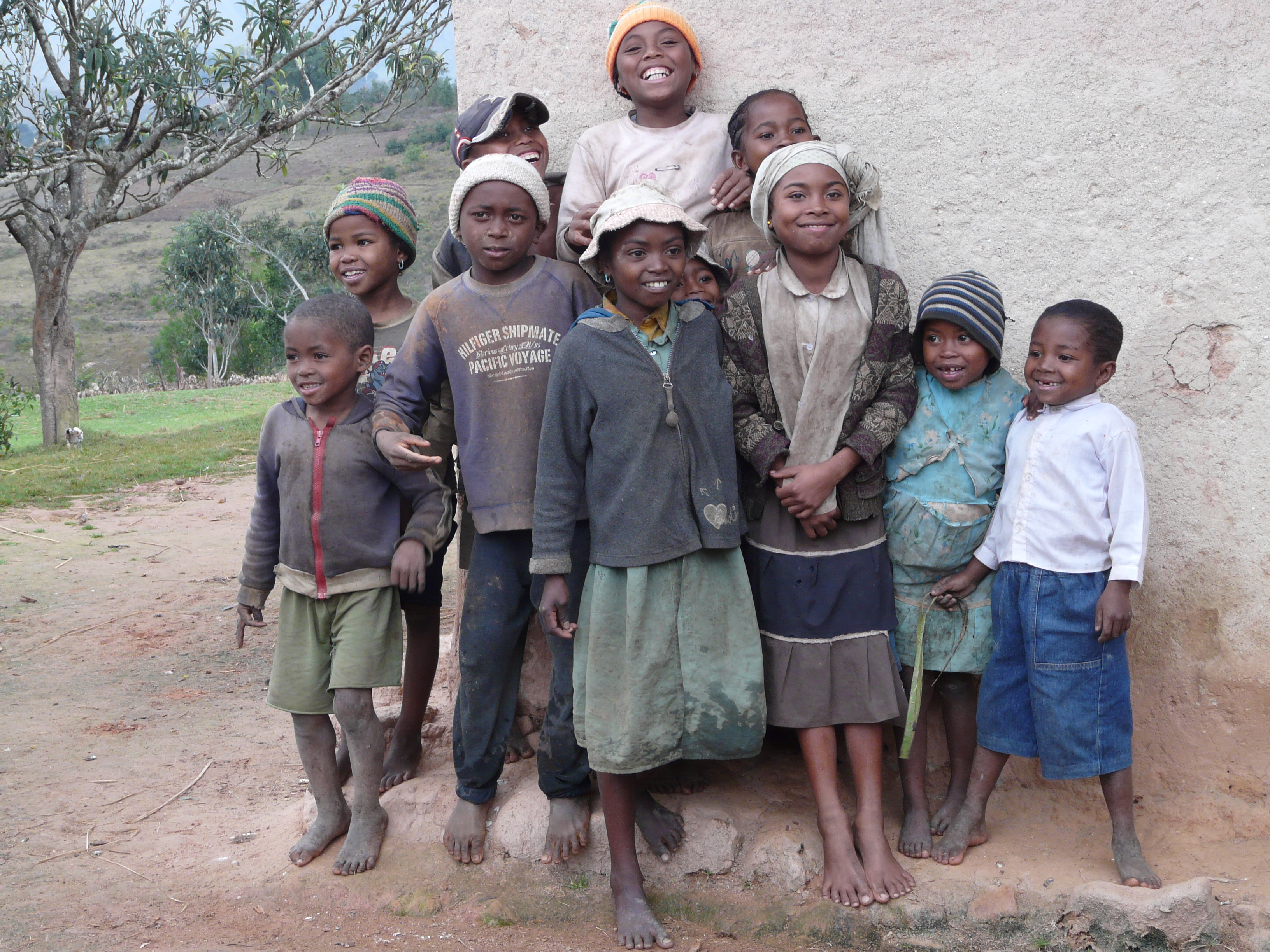
Betsileo-kinderen

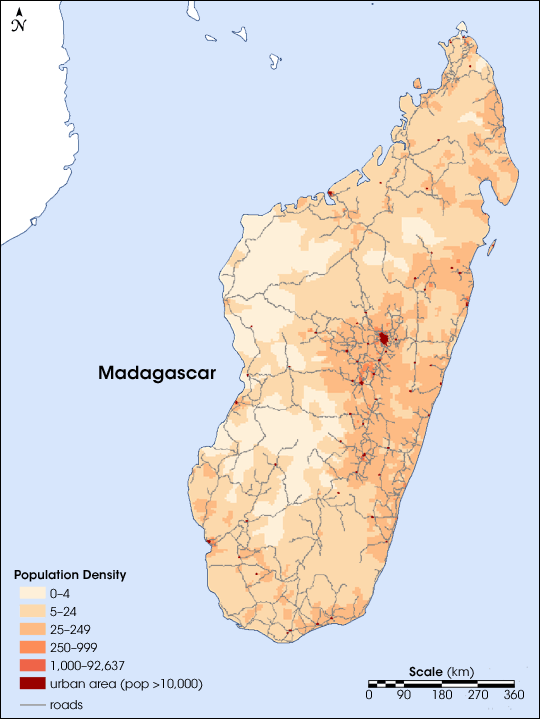
Bevolkingsdichtheid Madagaskar in 2004

De belangrijkste bevolkingsgroep zijn de Malagassiërs, komende vanuit Zuidoost-Azië. De belangrijkste etnische groepen of stammen hierbinnen zijn de Merina rond de hoofdstad, de Betsileo ten zuiden hiervan, de Betsimisaraka in het noordoosten en de Sakalava in het westen. In totaal zijn er ruim twintig etnische groepen, subgroepen en clans. Deze verdeling is echter vooral gebaseerd op de in het verleden gestichte koninkrijken en interne conflicten en wordt derhalve niet door alle wetenschappers erkend.
De geschatte levensverwachting voor 2015 is 64 jaar voor mannen en 67 jaar voor vrouwen.
Vanuit etnologisch oogpunt kan de bevolking worden beschouwd als een mengsel van Maleise en Afrikaanse elementen. Later kwamen de Arabische handelaren die de islam, vooral in het noorden, invoerden. Op fysionomisch gebied is het overwicht van het Maleise element minder groot dan op taalkundig gebied.
Een klein deel van de bevolking wordt gevormd door nakomelingen van immigranten, zoals Europeanen, Indiërs, Creolen, Comorezen, en Chinezen.
Madagaskar zit in fase 2 van het demografisch transitiemodel.

### Talen
In Madagaskar worden in feite verschillende dialecten gesproken van eenzelfde taal, het Malagasi. De officiële vorm van het Malagasi is het Merina, een dialect van het Plateaumalagasi. De taal heeft een overduidelijke verwantschap met de Malayo-Polynesische tak van de Austronesische talen; vooral met de taal van de Ma'anjan en de Dajaks aan de midden- en bovenloop van de rivier Barito op Borneo, en behoort daar dan ook toe. Wel zijn er ook duidelijke invloeden van de Bantoe-talen.
Naast de tien Malagasitalen worden in Madagaskar nog de Madagaskar-Gebarentaal, het Comorees en het Frans als belangrijke talen gerekend. Hoewel het Frans een officiële taal is en tijdens de Franse kolonisatie een grote rol speelde, wordt deze Indo-Europese taal door slechts 1 à 2 procent van de bevolking gesproken, voornamelijk door de maatschappelijke bovenlaag. Aan de kust wordt het Frans het meest onderwezen, omdat de mensen daar het liefst de dominantie van de Merinacultuur ontwijken.

### Gezondheid
Het land kent veel ziektes, zoals malaria, Murine typhus, hepatitis A, hondsdolheid en de pest. De kindersterfte is een op de tien en in de zuidelijke regio vier op de tien. De gezondheidssector heeft zeer beperkte middelen en is door de politieke crisis en sancties nog op achteruitgegaan. De rijken en toeristen kunnen in particuliere ziekenhuizen verzorgd worden.
In de zomer van 2017 brak een zeer besmettelijke pestepidemie uit die zich in de luchtwegen verspreidt (longpest). De epidemie is verspreid vanuit een individu met de weinig besmettelijke builenpest waarvan de ziektevorm veranderde in de veel besmettelijkere longpest, die zich gemakkelijk via de lucht van mens tot mens kan verspreiden. Doordat de ongewone ziekteverspreiding pas laat herkend werd kon de ziekte zich wijd verspreiden. Elk jaar zijn er wel seizoensgebonden kleinere epidemieën, waardoor dit minder opviel. Van augustus tot laat oktober 2017 zijn er 127 doden gemeld en waren er ongeveer 1800 vermoedelijke besmettingen volgens de World Health Organization.

### Religie
De voornaamste religies zijn voor 52% animistische religies (waaronder voorouder- en amuletaanbidding), voor 41% het christendom en voor 7% de islam. Veel christenen vereren ook de voorouders, hoewel deze verering door de eerste missionarissen fel werd bestreden. Er zijn veel fady, regels en gebruiken die per streek sterk verschillen. Het is bijvoorbeeld strikt verboden om graven te fotograferen, onwetende toeristen kunnen daardoor in de problemen komen. Nakomelingen van immigranten hangen vaak hun oorspronkelijke religies aan. Door sommige Chinese Malagasiërs wordt bijvoorbeeld nog de Chinese volksreligie beleden en in de hoofdstad is een tempel van de Chinese generaal Guan Yu te vinden.

### Behuizing
De woningen op het platteland zijn onverwarmd en gebouwd met lokale materialen. Wel is er een vuurhaard om te koken met hout, waarbij de rook langs een open venster ontsnapt. Er wordt altijd gekookt met een houtvuur, zelfs in de restaurants. Bij overnachtingsplaatsen voor toeristen en sommige andere gebouwen is er warm water afkomstig van zonnecollectors waar water wordt opgewarmd gedurende de (zonnige) dag. De meeste overnachtingsplaatsen zijn van klamboes voorzien.

## Staatsinrichting
- Staatsvorm: Semipresidentiële republiek
- Staatshoofd: President Andry Rajoelina, sinds 16 december 2023
- Regeringsleider: Premier Christian Ntsay, sinds 6 juni 2018
- Volksvertegenwoordiging: Parlement van Madagaskar
  - Nationale Vergadering - lagerhuis, 151 leden;
  - Senaat - hogerhuis, 18 leden
- Verkiezingen: Presidentiële verkiezingen (recent: 2018) en parlementsverkiezingen om de vijf jaar (lagerhuis, recent: 2019; hogerhuis, recent: 2020)

## Economie
Madagaskar is een van de armste landen ter wereld. Ongeveer 93% van de bevolking moet met minder dan twee dollar per dag rondkomen. De economische groei ligt al decennia onder de bevolkingsaanwas waardoor de bevolking alleen maar armer is geworden. In de periode 1960 - 2013 nam de bevolking met 2,9% per jaar toe terwijl de economie met slechts 1,8% groeide. De bevolking vervijfvoudigde van 5 miljoen in 1960 naar 23 miljoen in 2013 en de helft is jonger dan 20 jaar.
Het eiland kampt met moeilijke klimatologische omstandigheden, zoals cyclonen en droogte, en sprinkhanenplagen, maar ook met een overheid die niet goed functioneert. Politieke instabiliteit, corruptie en de sterke focus op de korte termijn maken het land minder aantrekkelijk voor binnen- en buitenlandse investeerders. Het land staat onderaan op de 163e plaats, van 189 landen in totaal, op de lijst van meest concurrende landen. Naast de landbouw is de mijnbouw een belangrijke economische activiteit.

### Landbouw, industrie en handel

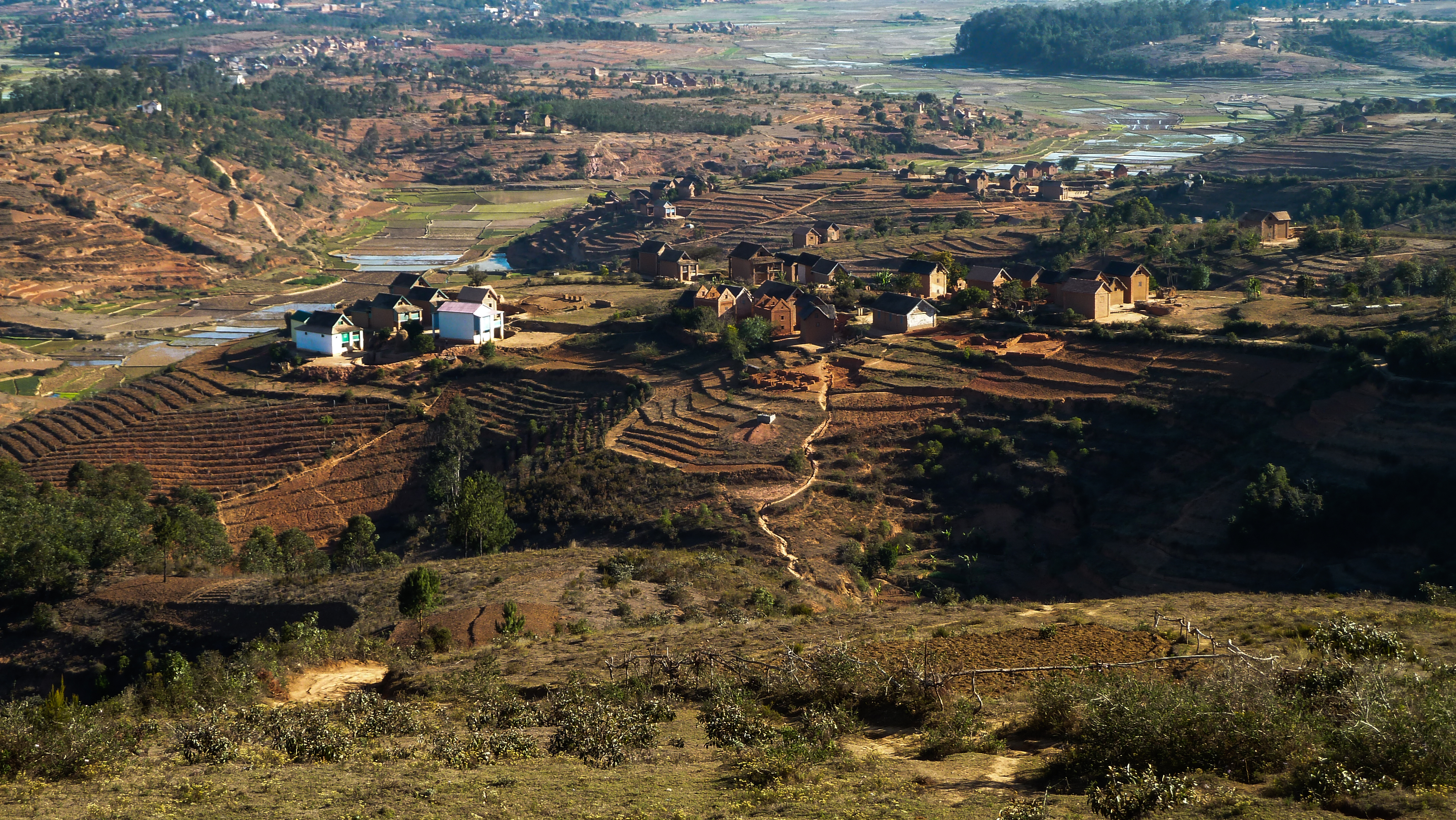
Het landschap van het Centraal Hoogland wordt gekenmerkt door rijstterrassen.

Koffiebonen zijn de grootste inkomstenbron van Malagassische landbouwers, gevolgd door cassave, vanille en rijst. De voornaamste exportproducten zijn koffie, vanille, schaaldieren, suiker, katoenstoffen, chromiet en aardolieproducten. Het bruto binnenlands product per inwoner (PPP) bedraagt $ 1000 (schatting 2008).

#### Vanilleoogst
In het noordoosten van Madagaskar wordt ongeveer 80% van de wereldoogst in vanille geproduceerd. De plant uit Zuid-Amerika werd hier door de Fransen ingevoerd en op hun plantages aangeplant. Aanvankelijk met weinig succes, omdat hier de Eulaema niet voorkomt die de bloemen bestuift. Maar in 1841 vond de slaaf Edmond Albius een manier om dit handmatig te doen.

Door de zeer hoge prijs van vanille (meer waard dan zilver), de armoede, de corrupte en slechte ordehandhaving, is de oogst zeer aantrekkelijk voor dieven. Na de handmatige bevruchting worden de vanilleplanten streng bewaakt door de boeren en milities. Regelmatig wordt het recht in eigen hand genomen en worden gepakte vanilledieven door lokale milities vermoord.

#### Sprinkhanenplagen
Reeds lang wordt Madagaskar bij regelmaat geteisterd door enorme sprinkhanenplagen. Het betreft plagen van de rode treksprinkhaan, die tot 100 km per dag kunnen afleggen. Een plaag omvat miljarden dieren, die zich om de twee maanden voortplanten en kan zich over meerdere jaren doorzetten. Ieder insect kan dagelijks tot twee gram voedsel eten, waardoor de schade per dag 100.000 ton planten kan bedragen. Hierdoor kan 40 tot 100% van de oogst vernietigd worden. Een plaag vanaf de jaren 1950 duurde niet minder dan 17 jaar. In 1997 begon een vijf jaar durende plaag. De recentste plaag ontstond in 2010 en kende een hoogtepunt in 2013. Een kwart van het voedsel - 630.000 ton rijst - werd toen vernietigd. Deze plaag zette zich nog verder tot 2016. Onder meer door geldproblemen worden te weinig insecticiden gebruikt, waardoor de bestrijding van de plaag onvoldoende is.

#### Drank

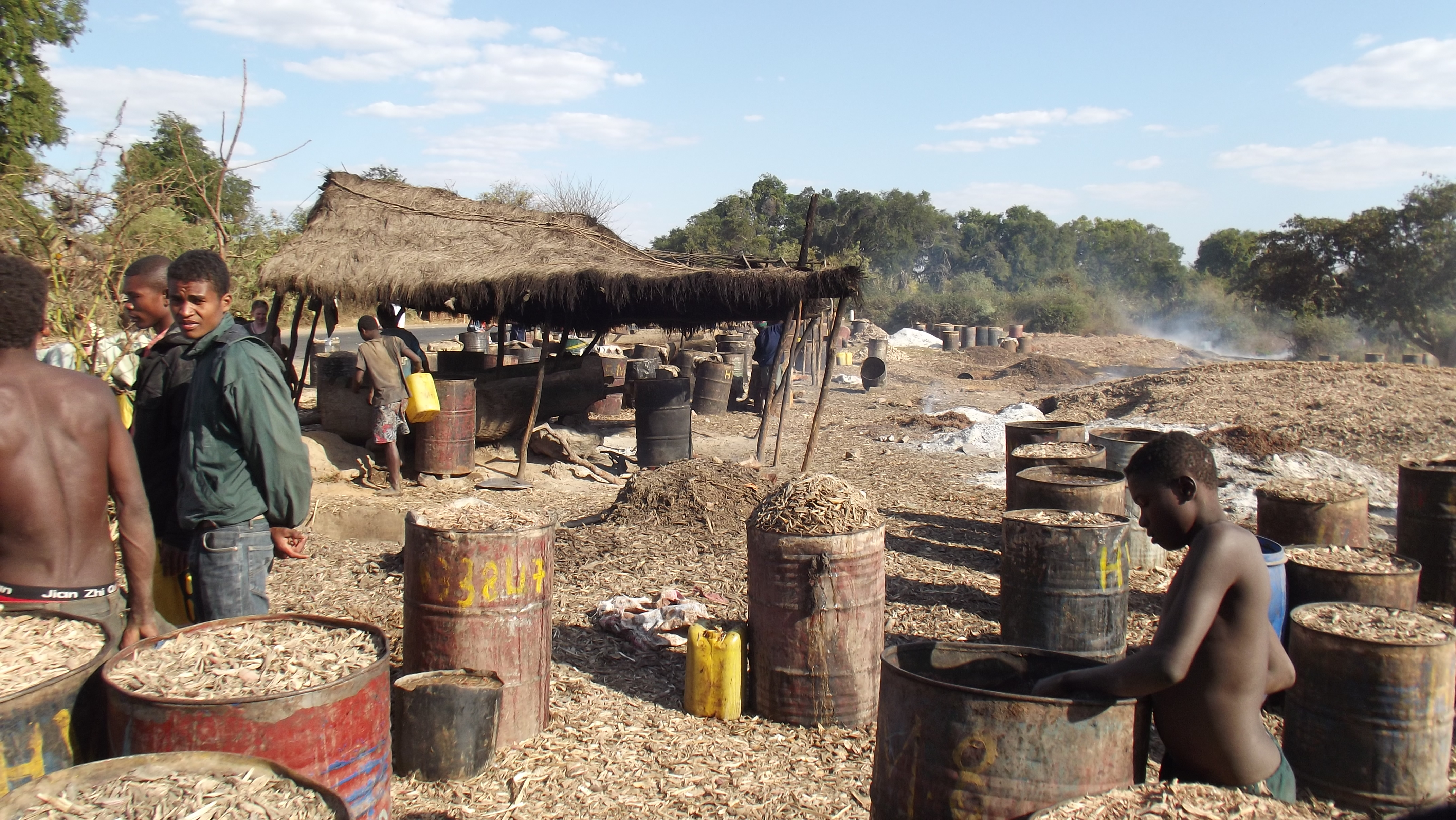
Illegale rumstokerij

Een van de bijzondere bedrijven in Madagaskar is 'Brasseries Star'. Deze drankenproducent heeft in bijna elk dorp een kantoor en verkoopt allerlei dranken, waaronder mineraalwater onder de merknaam 'Eau Vive'. Het water wordt uit het Lohavohitramassief gewonnen. Gezien het onbetrouwbare waterleidingwater, als dat er al is, wordt dit water door veel toeristen en de wat rijkere bevolking gedronken. De leeggedronken plastic flessen worden door de bevolking hergebruikt om honing en allerlei vloeistoffen op te bergen of voor creatieve doeleinden. Deze flessen hebben een marktwaarde en vaak benaderen Malagassiërs toeristen om lege flessen te vragen. Er zijn in het land veel illegale stokerijen waar onder primitieve omstandigheden rum gedistilleerd wordt. Ondanks het verbod staan dergelijke stokerijen vaak langs de openbare weg en worden ze bezocht door veel toeristen.

### Edelstenen

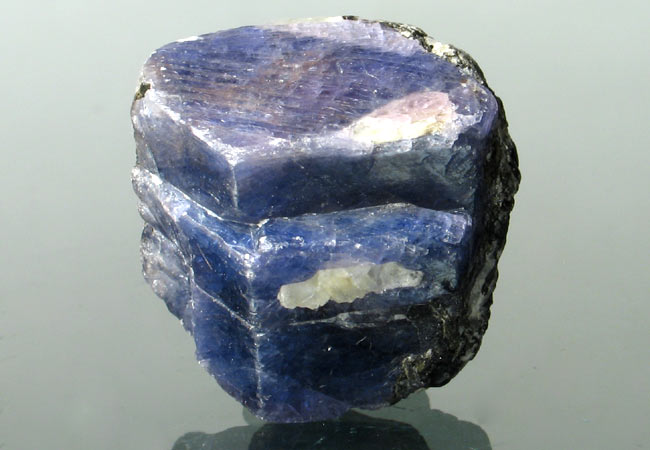
Een in Madagaskar gewonnen saffier

De edelstenen van Madagaskar zijn een belangrijk exportproduct en worden op diverse plekken gewonnen, waaronder de voormalige toeristische trekpleister Andranondambo. Door de armoede, de vele illegale mijnen, de vele tussenpersonen heeft deze mijnindustrie in de loop der jaren een onveilige reputatie gekregen. De sfeer rond de belangrijke mijnsteden wordt vaak geassocieerd met de Amerikaanse Gold rush. Conflicten over grondbezit zorgen vaak voor hevige conflicten tussen rivaliserende dorpen. In 2014 werd Andranondambo verwoest en uitgemoord door de bewoners van een naburig dorp.

### Zijde, papier en ambachtswerk
In Ambalavao en omgeving worden de cocons van de Zijdevlinderrups verwerkt in zijdevezels. Madagaskar kent een lange traditie van zijdeproductie en heeft endemische zijdewormen, waaronder Borocera madagascariensis en Borocera cajani. Daarnaast wordt in Ambalavao artisanaal papier en diverse producten van zeboehoorns, handgeweven raffiavezels en metaal gemaakt.

### Munt

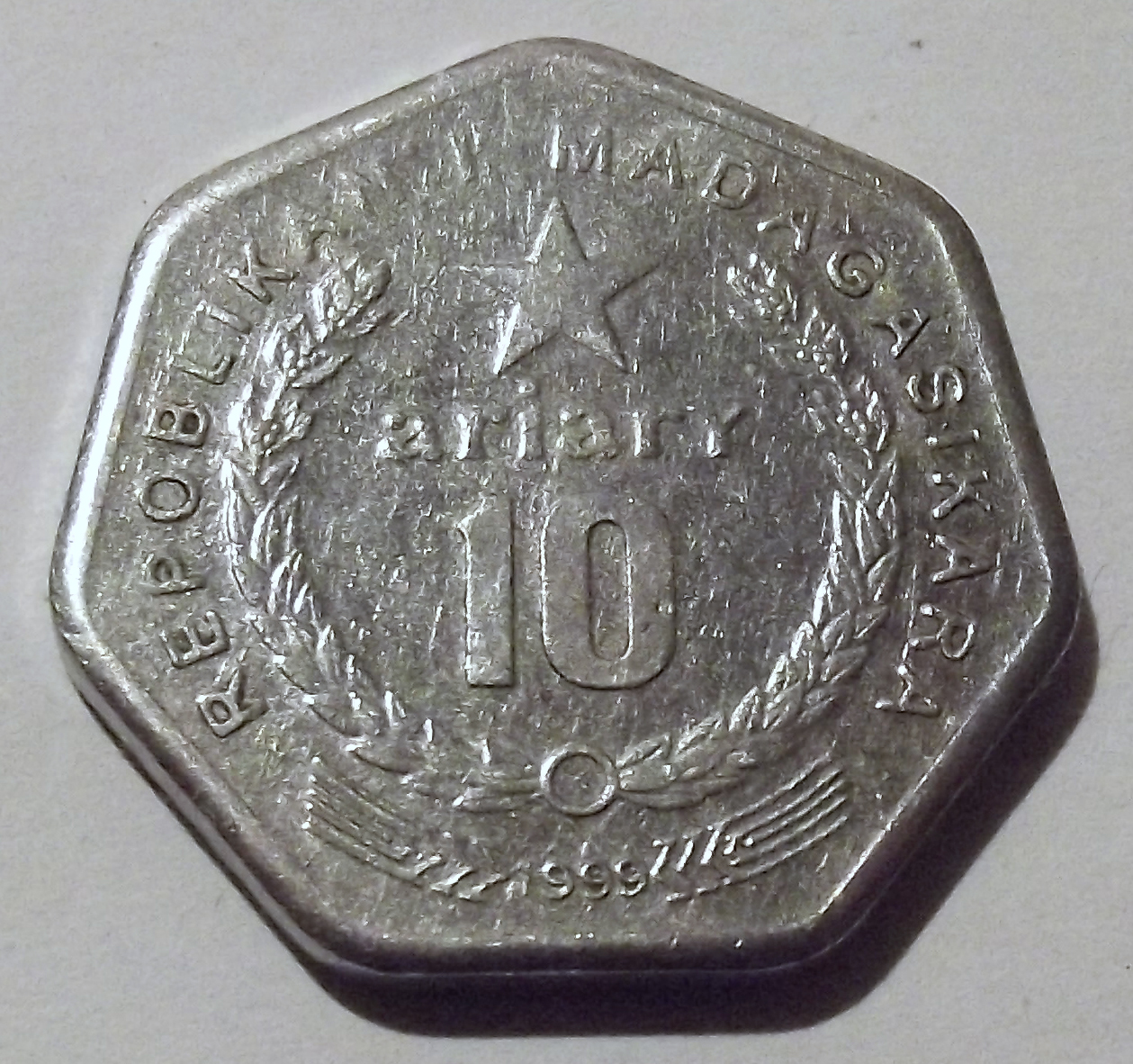
Ariary-munten waren in 2013 al bijna verdwenen.

De monetaire eenheid van Madagaskar is sinds 1 januari 2005 de Ariary (MGA), daarvoor was het de Malagassische frank (MGF). Door de grote inflatie hebben de bankbiljetten grote nominale waarden en zijn de munten nagenoeg verdwenen. De bankbiljetten worden meestal in bundels van tien gevouwen in het betalingsverkeer om het grote aantal biljetten hanteerbaar te houden. De munteenheid is niet verhandelbaar in het buitenland en het is verboden geld van Madagaskar te exporteren. Er zijn maar een beperkt aantal plaatsen waar geld omgewisseld kan worden. Bankautomaten waarbij met buitenlandse bankkaarten geld opgenomen kan worden, zijn zeer beperkt; sowieso zijn gewone bankautomaten al beperkt aanwezig in de grote steden.

### Armoede

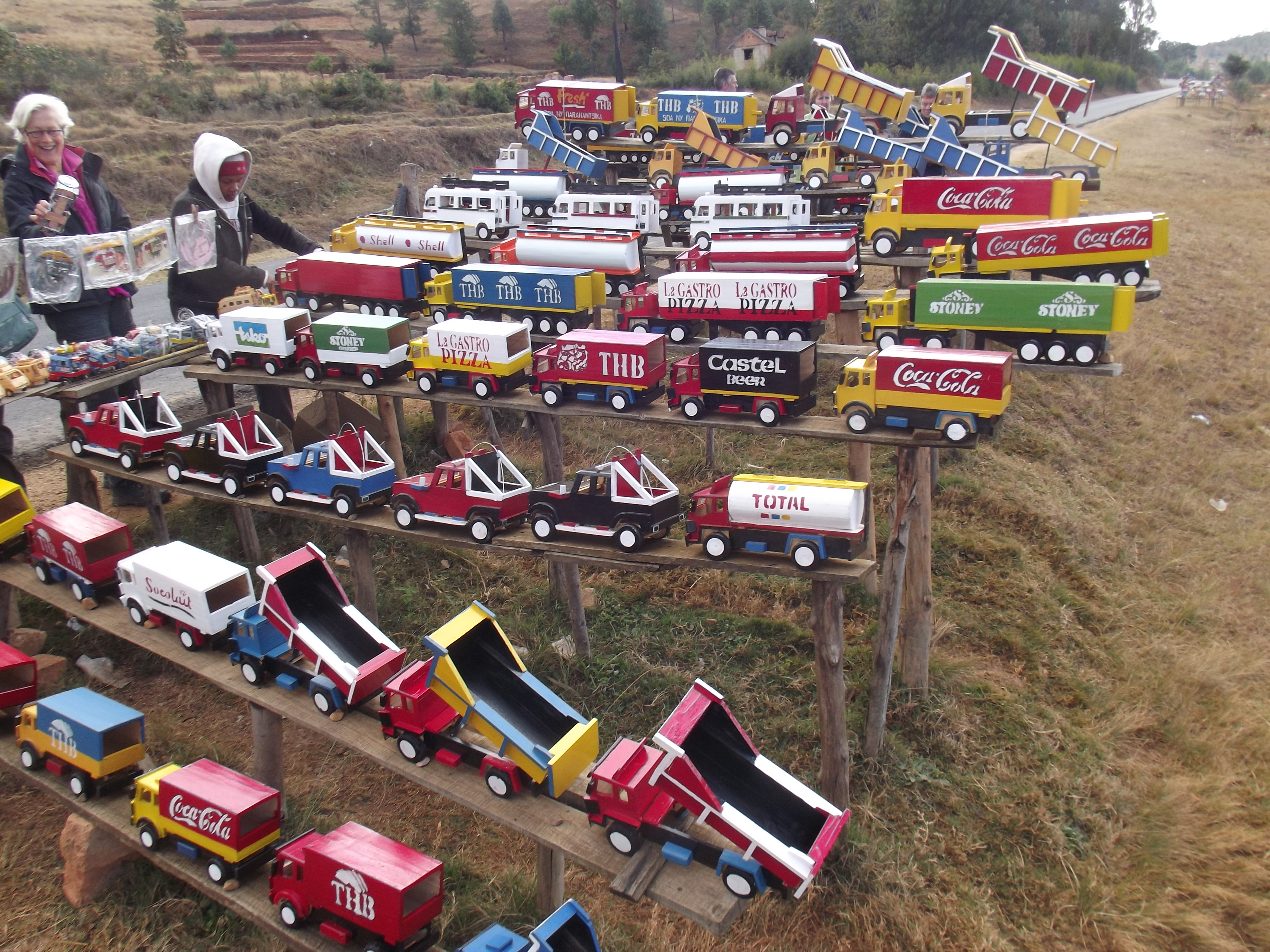
Voorbeeld van creativiteit met het verkoop van in elkaar geknutselde houten modellen

Volgens het Ontwikkelingsprogramma van de Verenigde Naties leefde in Madagaskar 76,96% van de bevolking in armoede en 81,29% onder de armoedegrens van 1,25 dollar per dag (2008/09). De armoede dwingt de mensen tot een grote creativiteit, hergebruiken en recycleren van allerlei voorwerpen/materialen en veel plantrekkerij.

### Media
Madagaskar heeft staatstelevisie, die voor een groot deel in handen is van de regering. Dat geldt ook voor een aantal lokale (privé)stations. Er komen echter regelmatig nieuwe, onafhankelijke stations bij, zowel voor radio als televisie.
De wetten betreffende de vrije meningsuiting en media staan in de grondwet, artikel 10 en 11.
Madagaskar herbergde tot 2013 ook een kortegolf-radiostation van de Nederlandse Wereldomroep, waarmee de internationale omroepuitzendingen vanuit Nederland opnieuw werden uitgezonden, bestemd voor ontvangst in Afrika, het Midden-Oosten en Zuid-Oost Azië.

## Transport

### Wegennet

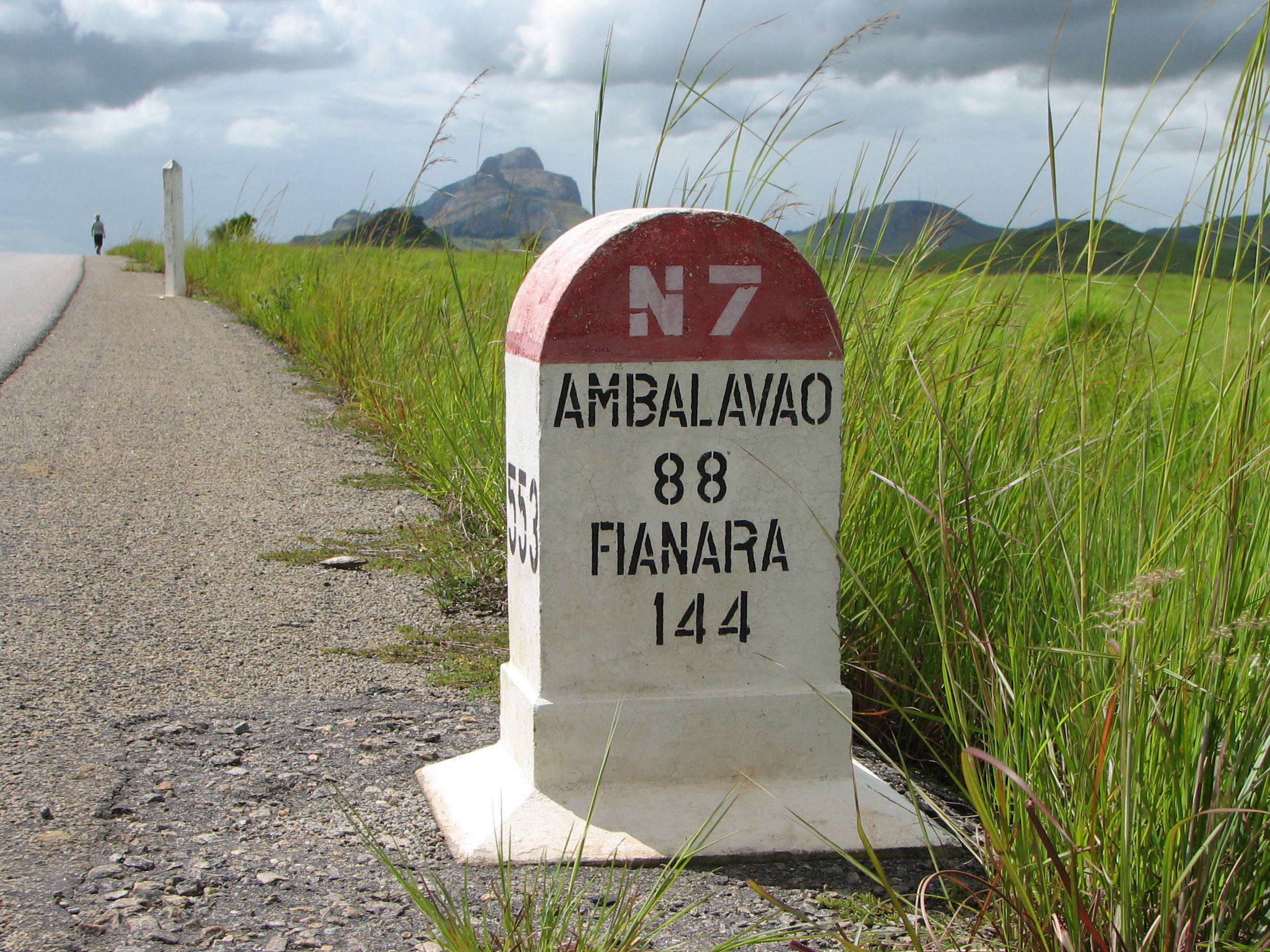
kilometerpaal op de RN7 in de Franse stijl

Madagaskar kent één doorgaande weg over het eiland met enkele aftakkingen. Deze weg, opeenvolgend de N6, N4 en N7, loopt van de noordpunt van het eiland (Antsiranana) via Ambondromamy, de hoofdstad Antananarivo, Fianarantsoa, Ihosy en Ambovome naar Tôlanaro nabij de zuidoostpunt. De belangrijkste aftakkingen zijn van Ambondromamy naar Mahajanga aan de westkust, van de hoofdstad naar Toamasina (Tamatave) aan de oostkust en van Ihosy naar Toliara aan de westkust. Alleen de hoofdweg en enkele belangrijke aftakkingen zijn geasfalteerd en in redelijke staat (met hier en daar wat gaten in het wegdek). De andere wegen zijn in slechte staat en alleen berijdbaar door 4×4-auto's en broussetaxi's. Particuliere auto's rijden er bijna niet en het meeste personenvervoer vindt plaats met volgepropte minibussen. Lokaal vervoer is hoofdzakelijk te voet, fiets, ossenkarren, lokale buslijnen, handgeduwde karren en riksja's.

### Spoorlijnen

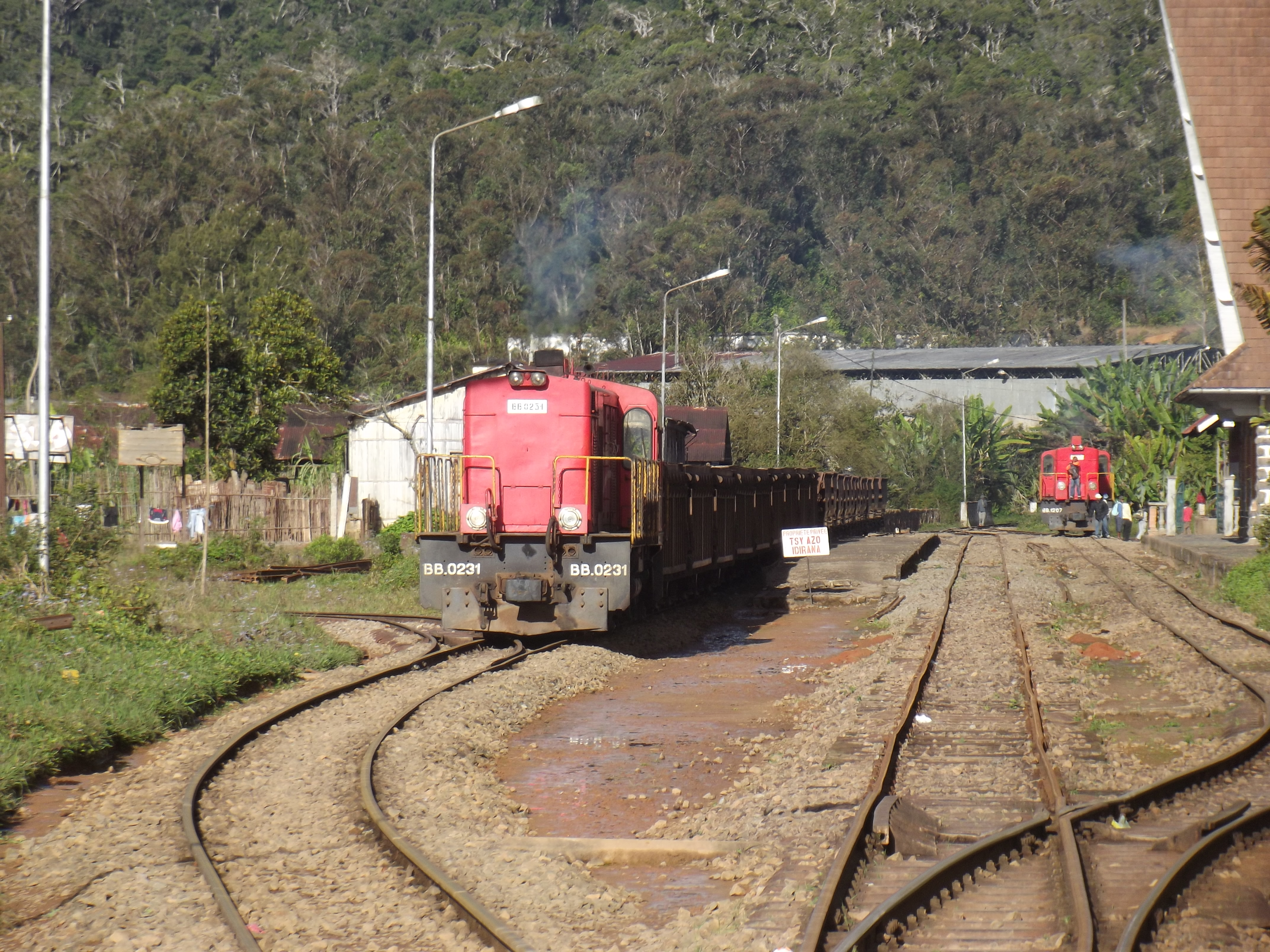
Locomotief bij Station Andasibe (vroeger Périnet)

Madagaskar telt twee metersporige spoorwegnetten. Een net van drie spoorlijnen verbindt Antananarivo met Toamasina, de belangrijkste haven van het land, en met Antsirabe en Ambatosoratra. Deze noordelijke lijnen worden beheerd door Madarail, een dochteronderneming van het Frans-Zuid-Afrikaans-Belgische bedrijf Comazar. Er is een reizigersdienst om slecht bereikbare streken in het oosten te ontsluiten: Ambatondrazaka - Moramanga - Toamasina.
In het zuiden is er een aparte spoorlijn van Manakara aan de oostkust naar Fianarantsoa; de spoorlijn Fianarantsoa-Côte Est (FCE). Alleen deze spoorlijn heeft dagelijks reizigersvervoer, daar er geen parallelle wegen zijn op deze route. De bouw van deze spoorlijn startte in 1926 en de spoorlijn werd in dienst genomen in 1936. De voorziene verbindingsspoorlijn met het spoornet in het noorden, Antsirabe - Fianarantsoa, is nooit gebouwd.
In het Noordelijke spoornet rijden alleen goederentreinen, vooral tussen de hoofdstad Antsiranana en de haven aan de oostkust. Wel is er af en toe een excursie met een gerestaureerde Micheline, een vroegere railbus die op rubberen wielen reed, voor toeristen. Een andere niet-gerestaureerde Micheline is eveneens te huur voor toeristen vanuit Fianantsoroa.

### Watertransport

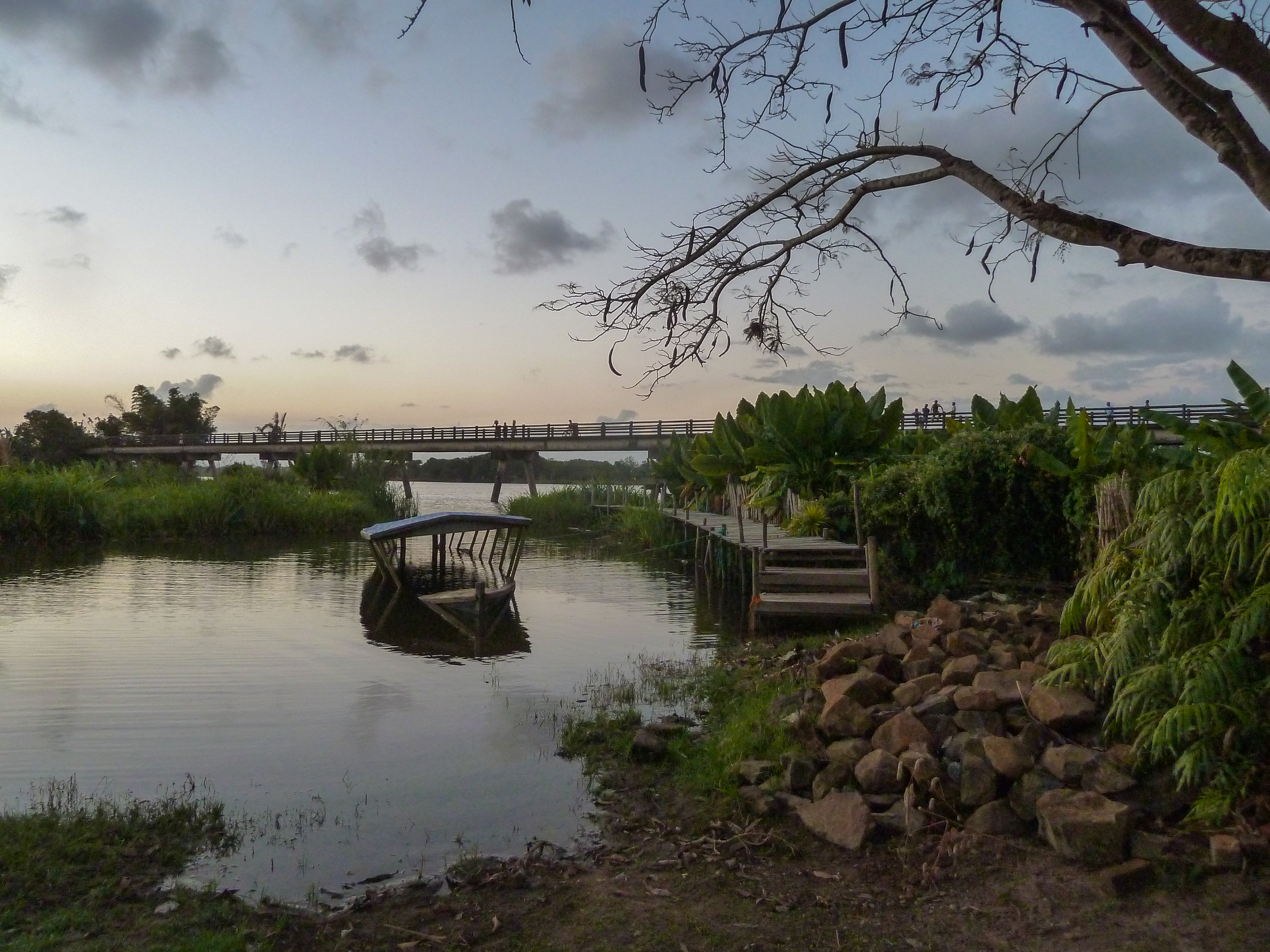
Brug over het Canal des Pangalanes nabij Nosy Varika

Tussen 1896 en 1904 is aan de oostkust het Canal des Pangalanes gecreëerd door de vele lagunes met elkaar te verbinden. Hiermee ontstond een beschermde vaarroute voor het transport van goederen van en naar de haven van Toamasina. Tegen 2011 is het kanaal alleen lokaal in gebruik, ondanks de renovaties in de jaren 80 van de vorige eeuw. Om gevolgen van de gebrekkige wegen langs de kust op te vangen heeft de wereldbank als een ontwikkelingsproject veel veerdiensten langs te kust opgezet.
Algerije · Angola · Benin · Botswana · Burkina Faso · Burundi · Centraal-Afrikaanse Republiek · Comoren · Congo-Brazzaville · Congo-Kinshasa · Djibouti · Egypte · Equatoriaal-Guinea · Eritrea · Ethiopië · Gabon · Gambia · Ghana · Guinee · Guinee-Bissau · Ivoorkust · Kaapverdië · Kameroen · Kenia · Lesotho · Liberia · Libië · Madagaskar · Malawi · Mali · Marokko · Mauritanië · Mauritius · Mozambique · Namibië · Niger · Nigeria · Oeganda · Rwanda · Sao Tomé en Principe · Senegal · Seychellen · Sierra Leone · Soedan · Somalië · Swaziland · Tanzania · Togo · Tsjaad · Tunesië · Zambia · Zimbabwe · Zuid-Afrika · Zuid-Soedan